# Loxaspilates seriopuncta
Loxaspilates seriopuncta là một loài bướm đêm trong họ Geometridae.